# 小早熟禾
小早熟禾（学名：Poa parvissima）为禾本科早熟禾属下的一个种。